# Anacroneuria mantiqueirae
Anacroneuria mantiqueirae is een steenvlieg uit de familie borstelsteenvliegen (Perlidae). De wetenschappelijke naam van de soort is voor het eerst geldig gepubliceerd in 2010 door Froehlich.